# 樺崎バイパス
樺崎バイパス（かばさきバイパス）は栃木県佐野市赤見町から栃木県足利市樺崎町にかけての国道293号のバイパスである。
この区間の旧国道293号は越床（こしどこ）峠を経由しており、屈曲した線形や狭隘な区間がボトルネックとなっていたため峠を短絡する越床トンネルを核とした本バイパスが着工されることとなった。2018年現在旧道は通行止めになっており事実上の廃道状態である。

## 路線データ
- 起点：栃木県佐野市赤見町
- 終点：栃木県足利市樺崎町
- 車線数：2車線
- 幅員：14 m（越床トンネル内は12.5 m）
- 事業費：約43億円

## 沿革
- 1989年（平成元年）：事業開始。
- 1992年（平成4年）：越床トンネル着工。
- 1995年（平成7年）：越床トンネル完成。
- 1996年（平成8年）：全線開通。

## トンネル
- 越床トンネル
前述の通りこのバイパスの中核となるトンネルで、足利市と佐野市北部とを結んでいる。
  - 延長：562 m
  - 幅員：12.5 m
  - トンネル工法：新オーストリアトンネル工法